# UFC on Fox: Werdum vs. Browne
UFC on Fox: Werdum vs. Browne foi um evento de artes marciais mistas promovido pelo Ultimate Fighting Championship, realizado em 19 de abril de 2014 no Amway Center em Orlando, nos Estados Unidos.

## Background
O evento principal foi a luta que determinou o próximo desafiante ao Cinturão Peso Pesado do UFC entre o brasileiro Fabrício Werdum e o americano Travis Browne.
Sean Soriano iria enfrentar Estevan Payan, porém, uma lesão o tirou da luta e ele foi substituído pelo ex-Campeão Peso Pena do WEC Mike Brown. Porém, Brown também se lesionou e foi substituído por Alex White.
Santiago Ponzinibbio enfrentaria Jordan Mein, mas uma lesão o tirou do evento, sendo então substituído por Hernani Perpétuo.
Era esperado que Caio Magalhães enfrentasse Josh Samman no evento, contudo, uma lesão tirou Samman da luta, e ele foi substituído por Luke Zachrich.

## Bônus da Noite
- Luta da Noite:  Thiago Alves vs.  Seth Baczynski
- Performance da Noite:  Donald Cerrone e  Alex White